# Yağmuroğlu, Göle
Yağmuroğlu là một xã thuộc huyện Göle, tỉnh Ardahan, Thổ Nhĩ Kỳ. Dân số thời điểm năm 2010 là 346 người.